# NXT: New Year’s Evil (2022)
NXT: New Year’s Evil (2022) – specjalny odcinek cotygodniowego programu NXT. Odbył się 4 stycznia 2022 w WWE Performance Center w Orlando w stanie Floryda. Emisja była przeprowadzana na żywo za pośrednictwem USA Network.
W odcinku odbyły się cztery walki. W walce wieczoru, Bron Breakker pokonał Tommaso Ciampę zdobywając NXT Championship. W innych ważnych walkach, North American Champion Carmelo Hayes pokonał Cruiserweight Championa Rodericka Stronga i zunifikował oba tytuły oraz Mandy Rose pokonała Corę Jade i Raquel González broniąc NXT Women’s Championship.

## Produkcja i rywalizacje
NXT: New Year’s Evil oferowało walki profesjonalnego wrestlingu z udziałem wrestlerów należących do brandu NXT. Wyreżyserowane rywalizacje (storyline’y) były kreowane podczas cotygodniowych gal NXT. Wrestlerzy są przedstawieni jako heele (negatywni, źli zawodnicy i najczęściej wrogowie publiki) i face’owie (pozytywni, dobrzy i najczęściej ulubieńcy publiki), którzy rywalizują pomiędzy sobą w seriach walk mających budować napięcie. Kulminacją rywalizacji jest walka wrestlerska lub ich seria.

### Tommaso Ciampa vs. Bron Breakker
26 października 2021 roku na NXT: Halloween Havoc, Tommaso Ciampa pokonał Brona Breakkera i z powodzeniem obronił tytuł NXT Championship. Na NXT WarGames, drużyna Breakkera pokonała drużynę Ciampy w WarGames matchu, kiedy to Breakker przypiął Ciampę. 21 grudnia na odcinku NXT, Ciampa powiedział Breakkerowi, że zdobył drugą szansę na tytuł i zawalczy o tytuł na New Year’s Evil.

### Mandy Rose vs. Cora Jade vs. Raquel González
Na NXT: Halloween Havoc, Mandy Rose pokonała Raquel González w Chucky’s choice Trick or Street Fight matchu zdobywając NXT Women’s Championship. Na NXT WarGames, Cora Jade, Io Shirai, Kay Lee Ray i González pokonały Toxic Attraction (Rose i NXT Women’s Tag Team Championki Gigi Dolin, Jacy Jayne) i Dakotę Kai w WarGames matchu, w którym Jade przypięła Jayne dla zwycięstwa swojej drużyny. 21 grudnia na odcinku NXT, po pokonaniu Kai w pojedynku Street Fight, González zawołała Rose i zażądała rewanżu o tytuł, ale zamiast tego na arenę weszła Jade. Chwilę później Rose pojawiła się na TitanTronie, aby wyzwać je obydwie na Triple Threat match o tytuł na New Year’s Evil. 28 grudnia, Rose zorganizowała tag team match, w którym Jade i González zmierzyły się z Shirai i Ray w walce wieczoru tego odcinka, w którym zwycięska drużyna mogła rzucić jej wyzwanie o tytuł na New Year’s Evil. Walkę wygrały Jade i González.

### AJ Styles vs. Grayson Waller
Członek brandu Raw AJ Styles miał pojawić się 21 grudnia na odcinku NXT po tym, jak Grayson Waller zaatakował go w mediach społecznościowych. W tym odcinku, Styles pochwalił talent w NXT, z wyjątkiem Wallera. Waller miał zamiar zaatakować Stylesa, ale się wycofał. Następnie Waller niespodziewanie pojawił się na kolejnym odcinku Raw, gdzie skonfrontował się ze Stylesem z pierwszego rzędu podczas promo Stylesa i trzymał tabliczkę z napisem „Efekt Graysona Wallera jest fenomenalny”. Waller stwierdził, że odwiedził Raw w odpowiedzi na wizytę Stylesa w NXT. Styles odpowiedział, mówiąc, że Raw to miejsce, w którym powstają gwiazdy, a Waller „nie był gwiazdą”. Na NXT następnego dnia, po walce Wallera, Styles pojawił się na TitanTronie i powiedział Wallerowi, że zwrócił na siebie złą uwagę na Raw. Styles następnie stwierdził, że zobaczy Wallera na New Year’s Evil.

### Riddle i MSK vs. Imperium
Na NXT: Halloween Havoc, Imperium (Fabian Aichner i Marcel Barthel) pokonali MSK (Nasha Cartera i Wesa Lee) w Lumber Jack-o’-Lantern matchu i zdobyli po raz drugi NXT Tag Team Championship. W następnym miesiącu, Carter i Lee udali się w podróż, aby znaleźć osobę odpowiedzialną za legendę MSK zwaną „Szamanem”. 7 grudnia na odcinku NXT ujawniono, że Szamanem jest członek brandu Raw i Raw Tag Team Champion Riddle, który pomógł im znaleźć się na drodze do odzyskania tytułów tag team. Na odcinku z 28 grudnia, MSK powrócili i zawołali Imperium, które powiedziało, że są najlepszym tag teamem w dywizji. Walter pojawił się następnie na TitanTronie i powiedział, że Imperium pokazało „godność i szacunek” tytułom tag team, a MSK nie zasługuje na walkę o tytuł, ale na bicie z rąk. Następnie Riddle pojawił się na TitanTronie i zaproponował Six-man Tag Team match pomiędzy nim i MSK przeciwko Imperium, co Walter zaakceptował.

### Carmelo Hayes vs. Roderick Strong
21 września na odcinku NXT 2.0, Roderick Strong pokonał Kushidę i zdobył NXT Cruiserweight Championship. Trzy tygodnie później, Carmelo Hayes wykorzystał swój kontrakt z turnieju NXT Breakout i pokonał Isaiaha Swerve’a Scotta, zdobywając NXT North American Championship. Po tym, jak ta dwójka biła się ze sobą 21 grudnia na odcinku NXT, Malcolm Bivens wyzwał Hayesa na pojedynek w imieniu Stronga, co doprowadziło do podpisania kontraktu w następnym tygodniu, który byłby pojedynkiem unifikującym tytuły na New Year’s Evil.

## Wyniki walk
| Nr                                 | Wyniki | Stypulacje                                                                                 | Czas  |
| ---------------------------------- | --- | ------------------------------------------------------------------------------------------ | ----- |
| 1                                  | Carmelo Hayes (North American Champion) (z Trick Williamsem) pokonał Rodericka Stronga (Cruiserweight Champion) (z Hachimanem i Malcolmem Bivensem) poprzez pinfall | Singles match unifikujący NXT North American Championship i NXT Cruiserweight Championship | 15:29 |
| 2                                  | Riddle i MSK (Nash Carter i Wes Lee) pokonali Imperium (Waltera, Fabiana Aichnera i Marcela Barthela) poprzez pinfall                                               | Six-man Tag Team match                                                                     | 13:50 |
| 3                                  | Mandy Rose (c) pokonała Corę Jade i Raquel González poprzez pinfall                                                                                                 | Triple Threat match o NXT Women’s Championship                                             | 12:33 |
| 4                                  | Bron Breakker pokonał Tommaso Ciampę (c) poprzez submission | Singles match o NXT Championship                                                           | 15:27 |
| (c) – mistrz/mistrzyni przed walką | |                                                                                            |       |